# Береговая улица (Липецк)
Берегова́я у́лица — небольшая улица в Левобережный округе Липецка. Проходит в Новолипецке от Волжской улицы до Левобережной улицы параллельно Пляжной улице.

## История
Первоначально носила другое имя — 1-й Берегово́й улицы. Но 10 апреля 1968 года порядковый номер из топонима убрали при переименовании расположенных рядом 2-й, 3-й, 4-й и 5-й Береговой улиц (ныне улицы Пляжная, Санитарная, Лесопарковая и Озёрная, соответственно), и улица стала просто Береговой. Связано название с тем, что улица направлена к берегу Воронежа.

## Застройка
Застроена частными домами.

## Транспорт
- авт. 8, 17, 27, 28, 30, 33, 33а, 40а, 306, 308к, 317, 321, 322, 325, 330, 332 ост.: «Пл. Мира», «Пл. Франценюка».